# Lac Madatapa
Le lac Madatapa (en géorgien : მადათაფა) est un des nombreux lacs du haut-plateau arménien, situé dans la région administrative de Samtskhe-Djavakheti, en Géorgie. 
Le lac Madatapa a une superficie de 8,78 km2 et une faible profondeur (1,7 mètre). Il se trouve à 2 108 m d'altitude. Le lac est alimenté par des précipitations et aussi par une des branches du fleuve Koura.
Situé près de la frontière arménienne, le lac attire des pêcheurs géorgiens et arméniens.